# Wojciech Jagielski

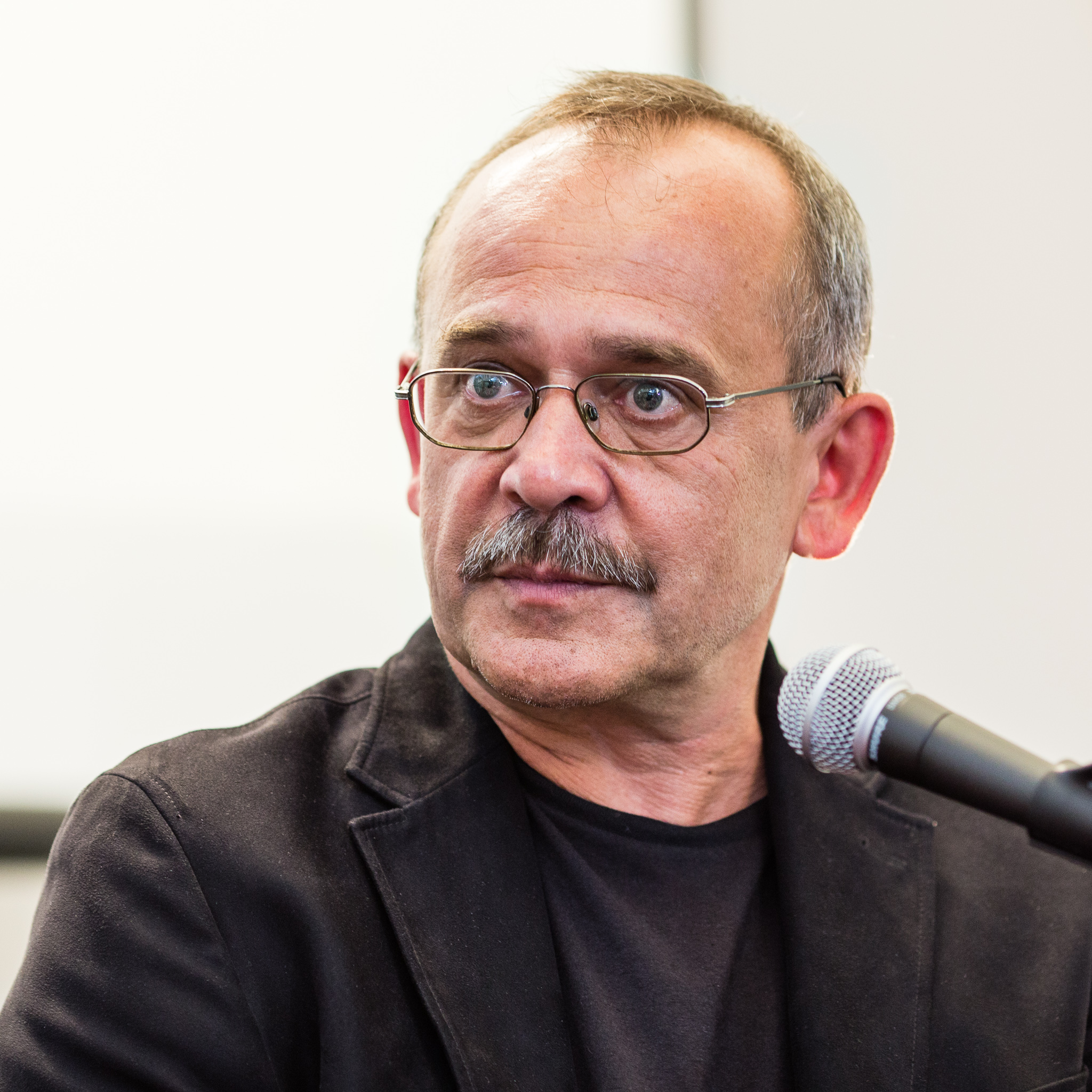
Wojciech Jagielski, 2017

Wojciech Jagielski (Goworów, 12 de septiembre de 1960) es un periodista y corresponsal polaco. Ha sido aclamado por sus informes sobre los viajes a las zonas más conflictivas del mundo. De 1991 a 2012, trabajó para el diario polaco, Gazeta Wyborcza (Gaceta Electoral), fue corresponsal para la cadena BBC. y ocasionalmente trabajaba para Le Monde. Informó sobre todo de las zonas de conflicto en la Transcaucasia, la Cáucaso, Asia Central y África. Su escritura continúa la tradición del reportaje de Ryszard Kapuscinski, amigo y mentor de Jagielski.

## Biografía
Jagielski finalizó sus estudios secundarios en un liceo que lleva el nombre del rey Ladislao IV en Varsovia y se graduó en la Facultad de Ciencias Políticas de la Universidad de Varsovia. Estudió Periodismo y Ciencias Políticas, pero cuando tras la declaración de la Ley Marcial en Polonia en 1981 se introdujo la obligación de asistir a todas las clases, eligió los programas individuales y tomó estudios africanos. Después de graduarse, trabajó brevemente en la televisión, a continuación, a partir de diciembre de 1986 para el Agencia de Prensa Polaca. Quería informar sobre África, pero los administradores de estaciones no estaban demasiado interesados en este tema. A partir de entonces, decidió que el Cáucaso se convertiría en su segunda especialización. En 1991 se trasladó al diario Gazeta Wyborcza, para el cual escribió hasta fines de marzo del 2012. Vive en Zalesie cerca de Varsovia.

## Libros
- En el 2004 publicó el libro, Un buen lugar para morir (Dobre miejsce do umierania) sobre sus años de viaje a través de las regiones del Cáucaso y Transcaucasia durante la caída del Imperio soviético y la creación de nuevos países independientes.[6]

- En el 2002 publicó, Una oración por la lluvia (Modlitwa o deszcz)[2] sobre Afganistán, fue nominado al Premio literario NIKE 2003, y obtuvo el Premio de la Mariposa de Ámbar Arkady Fiedler y el Premio Józef Tischner. Fue el resultado de once viajes a Afganistán, que tuvieron lugar entre la primavera de 1992 y el otoño de 2001. El libro es una crónica de la subida y la caída de los regímenes en Afganistán y una descripción de las guerras sangrientas y fratricidas. Los principales temas del libro son nombres bien conocidos tales como Osama bin Laden, Ahmad Shah Masud, Gulbuddin Hekmatyar,  Mullah Omar y Najibullah Zazi.[7]

- Su libro Torres de piedra: La batalla de voluntades en Chechenia (Seven Stories, octubre de 2009),[2] ganó el Premio de Literatura italiana Frontera en 2009.[2] Jagielski presenta la amarga historia de la guerra en Chechenia, y el conflicto entre grupos de guerreros con sus líderes: Shamil Basayev y Aslan Maskhadov, contra el poderoso ejército ruso.[8]

- Su libro  Los viajeros nocturnos (Seven Stories Press, 2012), sobre los niños soldados en Uganda, trata sobre la campaña de Kony 2012. Jagielski nos habla de Uganda, el poder y la locura, del líder del Ejército de Dios Joseph Kony, quien afirmó haber sido poseído por los espíritus y del ex-tirano Idi Amin, quien se había nombrado a sí mismo como "el señor de todos los seres."[9][10][11]

- La quema de hierbas (Wypalanie traw) (Editorial „Znak”, Cracovia, 2012, ISBN 978-83-240-2255-7)

- El trompetero de Tembisa (Trębacz z Tembisy) (Editorial „Znak”, Cracovia, 2013, ISBN 978-83-240-2776-7)

## Condecoraciones
- En el 2009, en reconocimiento a su valiosa y valiente denuncia de la problemática internacional, Radoslaw Sikorski, el ministro de Relaciones Exteriores de Polonia, lo condecoró con la Medalla Honorífica "Bene Merito" ("Buen Mérito" en latín), un premio honorífico otorgado a aquellos cuyas actividades contribuyen a promover la imagen de Polonia en el extranjero.[12]
- En el 2014 fue condecorado con la Cruz de Caballero de la Orden Polonia Restituta

## Premios
- El Premio de la Asociación de Periodistas de Polonia (1996)

- El Premio Ksawery Pruszyński, otorgado por el PEN Club de Polonia  (1996)

- El Premio Literario de Varsovia (2002)

- El Premio Dariusz Fikus, otorgado anualmente a dos personalidades de la prensa polaca (2002)

- El Premio Józef Tischner (2003)

- El Premio de la Mariposa de Ámbar Arkady Fiedler, otorgado anualmente en Polonia al mejor libro sobre temática viajera (2003)

- El Premio MediaTory, otorgado por los estudiantes de periodismo en Polonia (2008)

- Literatura Frontera Award (2009)[2]

## Nominaciones
- También fue nominado al Premio Ryszard Kapuściński y al Premio literario Nike.